# Geifitze (Naturschutzgebiet)
Die Geifitze ist ein Naturschutzgebiet nordwestlich des Albstadter Stadtteils Onstmettingen im Zollernalbkreis in Baden-Württemberg. Das 33,0 Hektar große Gebiet ist seit dem 10. April 1989 als Naturschutzgebiet ausgewiesen.

## Lage
Das Naturschutzgebiet Geifitze liegt auf der Gemarkung Onstmettingen westlich der Ortslage. Es liegt im Naturraum Hohe Schwabenalb. Geologisch liegt es in den Oxford-Schichten des Oberjuras.
Das Gebiet ist Bestandteil des FFH-Gebiets Gebiete um Albstadt und des Vogelschutzgebiets Südwestalb und Oberes Donautal. Es wird beinahe vollständig vom Landschaftsschutzgebiet Albstadt-Bitz umschlossen. Im Südwesten liegt auf der anderen Seite des dort verlaufenden Weges das Naturschutzgebiet Längenloch.

## Landschaftscharakter
Es handelt sich um einen vielfältig strukturierten Feuchtgebietskomplex. Der Oberlauf des Donau-Nebenflusses Schmiecha und deren Nebentäler sind weitgehend naturnah. Hervorzuheben sind Großseggengesellschaften, in Sukzession befindliche Weidengebüsche und Flachmoore. Das Gebiet ist Brut-, Nahrungs- und Durchzugsgebiet gefährdeter Vogelarten.

## Geotop Torfmoor Geifitze

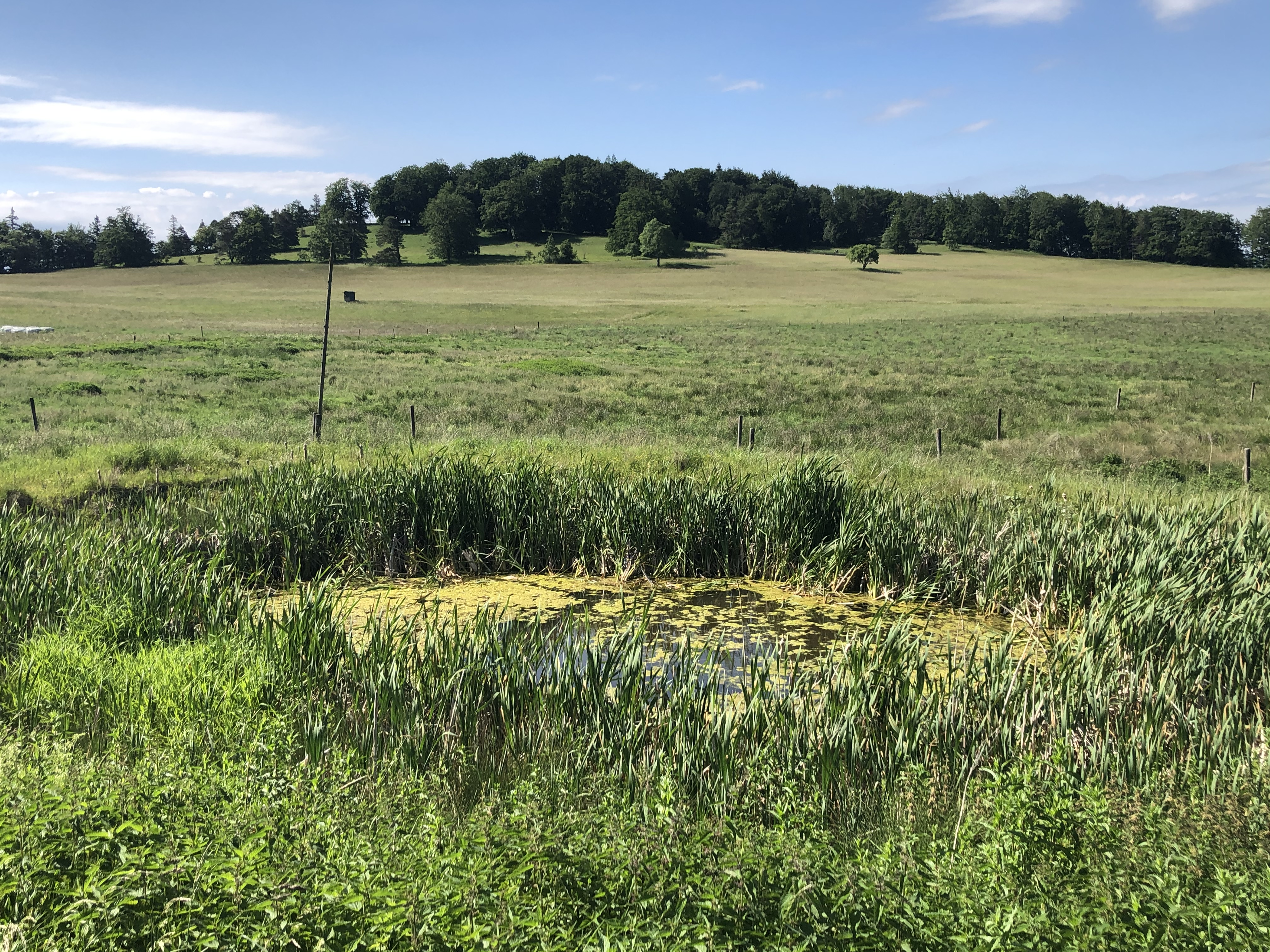
Das Geotop Torfmoor Geifitze liegt nur wenige dutzend Meter östlich des Schmiecha-Ursprungs im nördlichen NSG, hinten der Blasenberg am Albtrauf

Im Gebiet liegt ein Flachmoor, das unter dem Namen Torfmoor Geifitze unterhalb des Schmiech-Ursprungs 2500 m WNW von Onstmettingen und der Nummer 6860/5062 beim LGRB als Geotop registriert ist. Das Moor verdankt seiner Entstehung der Lage im Quellbereich der Schmiecha und dem undurchlässigen Untergrund der Impressamergel-Formation. Das Moor wurde bereits in der ersten Hälfte des 19. Jahrhunderts zum Torfabbau genutzt und der Torfkörper ist heute weitgehend verschwunden.

## Schutzzweck
Der wesentliche Schutzzweck ist laut Schutzgebietsverordnung „die Erhaltung, Pflege und Verbesserung eines für die durch trockene Standorte geprägte Schwäbische Alb seltenen, vielfältig strukturierten Feuchtgebietskomplexes, als Lebensraum zahlreicher gefährdeter und geschützter Tier‑ und Pflanzenarten.“ Insbesondere wird dabei der weitgehend naturnahe Verlauf der Schmiecha, die daran angrenzenden Großseggengesellschaften und Weidengebüsche, die Flachmoorflächen samt den daran gebundenen Schmetterlingsarten sowie der gesamte Landschaftsraum als Lebensraum gefährdeter Vogelarten hervorgehoben.

## Name
Der Gewannname „Geifitze“ kommt vom schwäbischen Wort Geifitz, welches den Kiebitz bezeichnet. Vermutlich haben Kiebitze das Feuchtgebiet einst als Brut- oder Rastplatz genutzt.

## Flora und Fauna
Im Gebiet kommen zahlreiche gefährdete und geschützte Tier- und Pflanzenarten vor, darunter der Randring-Perlmuttfalter (Boloria eunomia).